# Wallowa Mountains
Die Wallowa Mountains ist eine Berg- und Wildnisregion auf dem Columbia Plateau im äußersten Nordosten des US-Bundesstaates Oregon. Es liegt vollständig im Einzugsgebiet des Snake Rivers und hat eine grob v-förmige Struktur, deren Öffnung etwa nach Nordnordwest gerichtet ist und durch das Tal des Wallowa Rivers gebildet wird, der das Zentrum des Gebirges entwässert. Die Ostgrenze des Gebirges stellt der Hells Canyon des Snake Rivers dar, in den auch die Ostflanke entwässert. Im Südosten liegt der Powder River, im Westen der Grande Ronde River und im Norden reichen die Wallowa Foothills bis in den Bundesstaat Washington, wo sie im Nordosten über den Asotin Creek und im Nordwesten über den Grande Ronde River zum Snake River entwässern. Der Grande Ronde River bildet auch die Abgrenzung der Wallowa Mountains zu den Blue Mountains.
Das Gebirge lässt sich nach den beiden Schenkeln der V-Form entlang dem Wallowa River in die West Wallowa Mountains und die East Wallowa Mountains teilen. Der höchste Gipfel der Wallowa Mountains ist der Sacajawea Peak (2999 m) in den westlichen Wallowa Mountains. Im Osten ist der Aneroid Mountain (2957 m) der höchste Punkt.
Im Zentrum der Berge liegt der Ort Enterprise, der auch County Seat des Wallowa County ist. Die Kleinstadt bietet etwas touristische Infrastruktur für die Region. 
Nahezu das gesamte Gebirge gehört zum Wallowa-Whitman National Forest des US Forest Service. Am Oberlauf des Wallowa Rivers liegt nahe dem Zentrum der Bergregion der Stausee Wallowa Lake. Südlich und westlich des Sees befindet sich die Eagle Cap Wilderness, das größte Wilderness Area Oregons mit bis in den Sommer hinein schneebedeckten Berggipfeln, Canyons und Gletscherseen. Hier kann man gelegentlich noch den Puma und den Schwarzbär beobachten.